# Joan Campins
Joan Campins Vidal (* 24. Juni 1995 in Palma) ist ein spanischer Fußballspieler.

## Vereinskarriere
Im Jahr 2011 trat Campins dem spanischen Verein RCD Mallorca bei und spielte bis 2013 für die Jugendmannschaft des Vereins. In der Saison 2012/13 spielte er für die zweite Mannschaft des Vereins in der Segunda División B.
Am 2. August 2013 unterschrieb Campins einen Vier-Jahres-Vertrag beim FC Barcelona, wo er in der Saison 2013/14 sowohl in der U-19-Mannschaft als auch beim FC Barcelona B zum Einsatz kam. Mit der U-19-Mannschaft konnte er die zum ersten Mal ausgetragene UEFA Youth League gewinnen. Vor diesem Erfolg gab er am 8. September 2013 beim 2:2-Sieg gegen CD Teneriffa sein Debüt für Barcelona B.
Ende Januar 2016 wurde Campins in die Segunda División an Real Saragossa ausgeliehen.

## Titel und Erfolge
- UEFA Youth League: 2014